# カルヴェーラ
カルヴェーラ（イタリア語: Calvera）は、イタリア共和国バジリカータ州ポテンツァ県にある、人口約400人の基礎自治体（コムーネ）。

## 地理

### 位置・広がり

#### 隣接コムーネ
隣接するコムーネは以下の通り。
- カルボーネ
- カストロヌオーヴォ・ディ・サンタンドレーア
- サン・キーリコ・ラパーロ
- テアーナ